# Rogue antispyware
Con il termine Rogue antispyware vengono generalmente definiti tutti quei malware riuniti sotto al nome di Rogue o FraudTool che si "mascherano" come innocui programmi antispyware. Sono spesso reperibili gratuitamente e il loro obiettivo principale è quello di spingere l'utente ad acquistare una versione completa del programma in questione, sostenendo che nel computer siano presenti molteplici minacce informatiche. Spesso questi programmi, come Antivirus 2008, sono difficili da rimuovere dal PC.

## Metodi di persuasione
Questi malware, per spingere l'utente ad acquistare una versione completa, usano le seguenti tecniche:
- Eseguono finte scansioni del PC che trovano moltissimi malware nel computer nonostante non ce ne siano (falsi risultati);
- Nelle "versioni di prova" del finto programma è impossibile rimuovere i malware segnalati, spingendo l'utente ad acquistare una licenza;
- Molti programmi di questo tipo vengono scaricati intenzionalmente dall'utente, perché vengono presentati come dotati di un servizio di online scanner, in realtà fasullo;
- Dirottano il browser sostenendo che "è stato dirottato per motivi di sicurezza";
- Fanno comparire fastidiose finestre popup che allarmano l'utente sostenendo che il computer sia a rischio.

## Effetti su un sistema colpito
I rogue Antispyware colpiscono quasi sempre della famiglia Windows NT, come Windows 7, Windows 8.1 o Windows 10
Provocano:
- Calo delle prestazioni del PC
- Maggior utilizzo della connessione ad internet, con una maggior spesa nel caso di connessioni non caratterizzate da tariffazione flat
- Installazione di altri malware
- Installazione di backdoor
- Interferiscono con le ricerche sui motori di ricerca e con la normale navigazione su internet, affermando che le pagine visualizzate contengano malware.

## Rogue antispyware installati senza che l'utente lo voglia
Alcuni Rogue antispyware come Antivirus 2008, Malware Defense, SpywareGuard 2008 e SpySheriff sono installati senza il consenso dell'utente da malware, come Vundo o Zlob.